# 바이엘 (피아노)
바이엘 피아노 교본(Vorschule im Klavierspiel op.101)은 독일의 음악가 페르디난트 바이어가 엮은 피아노 교본으로, 어린이를 위한 피아노 교재이다. 대한민국에는 일제 강점기에 일본을 통하여 전해진 것으로 추정하며, 일본에 1876년 초청된 미국의 교육자 L. W. 메이슨이 전하였다고 한다. 대한민국의 가장 오래된 출판본은 1954년 국민음악연구회에서 <바이엘 피아노 교본>이라는 제목의 판본이며, 국립중앙도서관에 보관되어 있다. 막상 독일에서는 거의 사용되고 있지 않으며 러시아, 오스트리아, 일본 그리고 대한민국 등에서 사용되고 있다.

## 구성
피아노 입문자를 위한 교재로 기초 음계와 손가락 훈련 위주로 총 106곡의 연습곡으로 구성되어 있으며 총 2단계로 나뉘어 있으며 제 1단계인 64번까지는 기본 보표와 여러 악상 기호들을, 제 2단계부터는 C장조 이외의 여러 조성과 다양한 리듬 및 주법을 학습하는 총 2단계로 나뉘어 있다. 이에 대하여 150년이 넘은 교재로 내용이 지루하거나 음악적 표현이 다양하지 않다는 비판도 존재하나, 초보자를 위한 무리 없는 학습교재로 평가된다. 또한 대한민국에서는 바이어의 원판을 기준으로 하여 여러 곡들을 빼거나 추가하여 구성과 내용이 다양하게 편집된 다양한 바이엘 판본들이 출간되어 사용되고 있다.

## 같이 보기
- 피아노
- 체르니 (피아노)

## 참고 문헌
1. ↑  강선혜 (2004). “아동기 피아노 초급 교재 비교연구 및 사용 실태 조사”. 성신여자대학교 교육대학원 석사학위논문.
2. ↑  이정윤 (1998). “한국에서 출판된 바이엘 교본 12종의 체제 및 내용 비교 연구”. 단국대학교 교육대학원 석사학위논문: 6.
3. 1 2 3  이성희 (2000). “바이엘 피아노 교재의 분석연구”. 이화여자대학교 교육대학원 석사학위논문.
4. ↑  박영수 (1988). 《피아노 주법과 교수법》. 세광음악출판사.
5. ↑  Ide Yumiko (2006). “바이엘 피아노 교본에 관한 연구 (A Study on the Beyer Piano Methode - to Reconsider its Educational Value and Superiority)”. 《낭만음악》 18 (3).